# Waldgenossenschaft
Waldgenossenschaft ist eine Personenmehrheit, die zur gemeinsamen Nutzung einer ungeteilten Waldfläche berechtigt ist.

## Situation in Deutschland

### Altrechtliche Waldgenossenschaften

#### Entwicklung bis zum Jahr 1900
Im Mittelalter bestand an Waldflächen noch kein Eigentum im heutigen Sinne. Vielmehr standen den Grund- und Landesherrn unter anderem das Forst- und das Jagdregal zu, die ortsansässigen Bauern waren ihnen für die Waldnutzung, z. B. die Entnahme von Bau- und Feuerholz, abgabepflichtig. Im Zuge der Preußischen Reformen zu Beginn des 19. Jahrhunderts wurden die politischen Gemeinden zu Selbstverwaltungskörperschaften, die gemeinsam bewirtschafteten landwirtschaftlichen Grundstücke wurden geteilt und gingen in Privateigentum über, die Abgabepflichten wurden weitgehend abgelöst (Gemeinheitsteilung). Die Nutzungsrechte an Waldflächen blieben auf die ehemals Abgabepflichtigen beschränkt. 1874 entschied das Königliche Revisionskollegium für Landeskultursachen in Berlin, dass den sog. Gemeindeberechtigten auch das gemeinschaftliche Eigentum an dem betreffenden Waldgrundstück zusteht. In der Folge beantragten viele Miteigentümer die Teilung der Waldungen und ihre Überführung in das Privateigentum der einzelnen Berechtigten. So entstanden in Preußen diverse Flächen mit Kleinprivatwald, die nicht mehr gemeinsam bewirtschaftet wurden und durch Holzdiebstahl zu Heidelandschaften verödeten.
Um einer weiteren Zersplitterung des Gemeinschaftswaldes entgegenzuwirken, erließ der Preußische Landtag im Jahr 1881 das Gesetz über die Gemeinschaftlichen Holzungen, das eine weitere Teilung verbot, die Realteilung im Erbfall auf bestimmte Bruchteile beschränkte und die Waldbewirtschaftung unter staatliche Aufsicht stellte. Bereits im Gesetz betreffend Schutzwaldungen und Waldgenossenschaften vom 6. Juli 1875 war in Preußen die Vereinigung von Parzellenwaldungen zu Körperschaften des öffentlichen Rechts vorgesehen, das jedoch keine nennenswerte praktische Bedeutung erlangte. Denn bei vielen Waldbauern bestand kein Interesse, sich nach Überwindung der feudalen Abhängigkeit zu einer juristischen Person mit Zwangsmitgliedschaft für die betreffenden Grundstücke und behördlich angeordneten Nutzungsbeschränkungen zusammenzuschließen. Vielmehr erwies sich die private Waldbewirtschaftung auf freiwilliger Basis als wirtschaftlich erfolgreicher.

#### Entwicklung nach Inkrafttreten des Bürgerlichen Gesetzbuchs

##### Bundesrecht
Zum 1. Januar 1900 wurde das Sachenrecht reichsweit einheitlich im Bürgerlichen Gesetzbuch (BGB) geregelt. Die entsprechenden privatrechtlichen Vorschriften der Landesgesetze traten außer Kraft, soweit nicht im BGB selbst oder im Einführungsgesetz zum Bürgerlichen Gesetzbuche (EGBGB) etwas anderes bestimmt worden war (Art. 55 EGBGB). Die Gemeinschaftlichen Holzungen, z. B. Haubergs-, Mark- und Niederwaldgenossenschaften wie die Hohe Mark waren bei Inkrafttreten des BGB regional sehr unterschiedlich ausgestaltet. Die landesgesetzlichen Vorschriften über Waldgenossenschaften und Realgemeinden sowie über die Gemeinheitsteilung blieben daher ausdrücklich in Kraft (Art. 83 und Art. 164, Art. 113 EGBGB).
Die Regelung des Art. 83 EGBGB erfasste aber nur die wenigen öffentlich-rechtlich ausgestalteten Waldgenossenschaften. Die meisten der im 19. Jahrhundert in Ablösung der Forstrechte am Staatswald und durch Übertragung von Eigentum an Waldgrundstücken gebildeten Waldkorporationen sind indessen zivilrechtliche Vereinigungen (altrechtliche Vereine). Sie sind überwiegend Idealvereine im Sinne des § 21 BGB und regeln ihre Angelegenheiten als Personenmehrheit durch Satzung, die einen dauerhaften Bestand unabhängig von der Anzahl der Mitglieder gewährleistet. Ein Beispiel ist die Murgschifferschaft.
Die jeweilige Waldgenossenschaft ist in der Regel Gesamthandseigentümer der zu ihr gehörenden Grundstücke, während die einzelnen Waldgenossen ideelles Eigentum nach Bruchteilen an der Waldgenossenschaft als solche innehaben. Vielfach sind die Eigentumsverhältnisse aber auch ungeklärt. Wegen der regional sehr unterschiedlichen Entstehungshintergründe lange vor Inkrafttreten des BGB sind die Rechts- und Eigentumsformen einiger Waldgemeinschaften mit den Kategorien und Begriffen der modernen Gesetzgebung nicht ohne weiteres in Einklang zu bringen. Sie bilden eine im BGB nicht geregelte, aber nach Art. 113 EGBGB weiter bestehende Gesamthandsgemeinschaft eigener Art (deutsch-rechtliche Gemeinschaft zur gesamten Hand) ohne eigene Rechtspersönlichkeit, deren innere Verfassung sich nach §§ 741 ff. BGB richtet. Art. 233 § 10 EGBGB regelt ihre gesetzliche Vertretung nach außen durch die Belegenheitsgemeinde.
Die altrechtlichen Personenzusammenschlüsse bestanden zunächst auch nach Gründung der DDR am 7. Oktober 1949 fort. Erst mit Inkrafttreten des Zivilgesetzbuchs am 1. Januar 1976 traten dort das BGB und das EGBGB außer Kraft (§ 15 Abs. 2 Abschnitt I Nr. 1 und Nr. 2 EGZGB). Für das Bestehen der vor Inkrafttreten des Zivilgesetzbuches begründeten Rechte und Pflichten war jedoch weiterhin das bis zu diesem Zeitpunkt geltende Recht maßgebend (§ 2 Abs. 2 Satz 2 EGZGB). Seit dem 3. Oktober 1990 gilt auch in den neuen Bundesländern wieder das EGBGB.

##### Landesrecht
Gem. Art. 1 Abs. 2 EGBGB können auch neue landesgesetzliche Vorschriften über Waldgenossenschaften erlassen werden.
In folgenden Bundesländern bestehen landesgesetzliche Rechtsgrundlagen für Waldgenossenschaften, die Körperschaften des öffentlichen Rechts sind:
- In Hessen sind altrechtliche Waldgenossenschaften den Forstbetriebsvereinigungen gleichgestellt.[22][23]
- In Nordrhein-Westfalen regelt das Gemeinschaftswaldgesetz[24] gem. § 1 Nr. 1–6 sowohl die Rechtsverhältnisse der bisherigen Waldgenossenschaften als auch die Neubildung.[25] Die Anteilsberechtigten bilden eine Körperschaft des öffentlichen Rechts (§ 9).
- In Thüringen sind die Waldgenossenschaften im Thüringer Waldgenossenschaftsgesetz (ThürWaldGenG)[26] und ergänzend im Thüringer Waldgesetz (ThürWaldG)[27] geregelt. Erfasst werden sowohl die bestehenden Waldgenossenschaften, sofern sie nicht mit dem Gesetz über die Sondernutzungsrechte von Gemeindeangehörigen oder Klassen von solchen (Altgemeinden, Realgemeinden, Gemeindegliedervermögen) vom 29. Mai 1947[28] aufgelöst worden waren, als auch die nach dem ThürWaldGenG neu gegründeten (§ 1 Nr. 1–4 ThürWaldGenG). Obwohl die Thüringer Waldgenossenschaften Körperschaften sind (§ 3 ThürWaldGenG), unterliegt die Bewirtschaftung ihrer Wälder den Regelungen für Privatwaldungen im Sinne des § 4 Nr. 1 ThürWaldG.[29] Diese ergeben sich aus den Bestimmungen des Siebenten Teils des Thüringer Waldgesetzes (§ 4 Abs. 2 ThürWaldGenG, §§ 35 ff. ThürWaldG). Im Gegensatz zur juristischen Person des privaten Rechts, deren Rechtsformen bereits abschließend bundesrechtlich geregelt sind, eröffnet die Rechtsform der öffentlich-rechtlichen Körperschaft die Möglichkeit, die Rechtsverhältnisse der Genossenschaft unter forstpolitischen Gesichtspunkten zu regeln und landesgesetzlich festzuschreiben.[30]
- In Niedersachsen gilt das Realverbandsgesetz[31] sowohl für altrechtliche als auch für die nach diesem Gesetz neu gegründeten Realverbände.

In allen anderen Bundesländern können öffentlich-rechtliche Waldgenossenschaften im Sinne von Art. 83 EGBGB nicht neu entstehen, weil keine entsprechenden landesgesetzlichen Vorschriften erlassen wurden.
- In Bayern ist die Neubegründung öffentlicher Nutzungsrechte an Gemeinde- oder ehemaligem Ortschaftsvermögen seit einer Änderung der bayerischen Gemeindeordnung (BayGO) zum 1. Januar 1974 nicht mehr zulässig (Art. 80 Abs. 1 BayGO).[33][34] Bestehende Nutzungsrechte können gegen Entschädigung von den Gemeinden abgelöst oder aufgehoben werden (Art. 82, 83 BayGO). Wurden Berechtigte nicht mit Geld, sondern mit Waldgrundstücken entschädigt, so hatten sie bis zu einer Änderung der BayGO im Jahr 1996 eine Körperschaft des öffentlichen Rechts zu bilden, die der Genehmigung der Rechtsaufsichtsbehörde bedurfte.[35][36][37]
  Die Auflösung ist nur möglich, wenn andere Vorschriften nicht entgegenstehen (Art. 83 Abs. 4 Satz 1 HS 2 BayGO). Zu beachten ist hier das Grundstücksverkehrsgesetz (GrdstVG), das die rechtsgeschäftliche Veräußerung forstwirtschaftlicher Grundstücke und den schuldrechtlichen Vertrag hierüber der behördlichen Genehmigung unterstellt. Gründe für die Versagung oder Einschränkung der Genehmigung sind in § 9 GrdstVG geregelt. Zu ihnen gehört eine unwirtschaftliche Verkleinerung oder Aufteilung, die gemäß § 9 Abs. 3 Nr. 3 GrdstVG dann vorliegt, wenn ein forstwirtschaftliches Grundstück kleiner als 3,5 ha wird, es sei denn, dass eine ordnungsgemäße forstwirtschaftliche Bewirtschaftung gewährleistet erscheint. Abzustellen ist dabei auf das abgebende und das abgetrennte Grundstück.[38]
 Die Rechtsverhältnisse von Waldgenossenschaften, die als Körperschaften fortbestehen, sind in der aufgrund Art. 83 Abs. 4 Satz 2 BayGO n.F. erlassenen Verordnung über Waldgenossenschaften (WGV) geregelt.[39][40]

- Im Saarland spricht das Gehöferschaftsgesetz[41] den Waldgemeinschaften die Rechtsfähigkeit zu[42] und regelt deren innere Verfassung.

- In Sachsen-Anhalt können Waldgenossenschaften als forstwirtschaftliche Zusammenschlüsse anerkannt werden, soweit sie die Voraussetzungen der §§ 16 bis 18 des Bundeswaldgesetzes erfüllen.[43] Mit Gesetz vom 19. November 2020 werden die Personenzusammenschlüsse alten Rechts im Sinne des Art. 233 § 10 EGBGB mit Ablauf des 31. Dezember 2021 aufgelöst.[44] Ihr Vermögen geht im Zuge der Gesamtrechtsnachfolge auf die Gemeinde über, in deren Gebiet das Vermögen belegen ist oder verwaltet wird,[45] um eine endgültige BGB-konforme Eigentumszuordnung zu schaffen. Dies beinhaltet die Bereinigung der dinglichen Rechtsverhältnisse, die überholt und unklar sind, da dem Gesetzgeber eine ununterbrochene Legitimationskette zu den ursprünglichen Mitgliedern des Personenzusammenschlusses über einen Zeitraum von meist eineinhalb Jahrhunderten infolge vielfach nicht mehr nachweisbarer Erwerbsakte kaum noch möglich erscheint.[46] Der Personenzusammenschluss kann die Auflösung unter bestimmten Voraussetzungen abwenden, insbesondere wenn aus dem Mitgliederverzeichnis die eindeutige Zuordnung der einzelnen Eigentümer zu den Grundstücken hervorgeht.[47]

In Mecklenburg, Brandenburg und Sachsen waren die altrechtlichen Realgemeinden bereits kurz nach dem Zweiten Weltkrieg aufgelöst und in das Vermögen der jeweiligen politischen Gemeinde überführt worden.

### Eingetragene Waldgenossenschaften (eG)
Die zunehmend wirtschaftlich ausgerichtete Waldnutzung war mit dem Wesen eines Idealvereins, dessen Zweck gerade nicht auf einen wirtschaftlichen Geschäftsbetrieb gerichtet ist, immer weniger vereinbar. Deshalb kam es ab Inkrafttreten des Genossenschaftsgesetzes (GenG) von 1889 auch zur Gründung von eingetragenen Genossenschaften, die definitionsgemäß auf die Förderung des Erwerbs oder der Wirtschaft ihrer Mitglieder durch gemeinschaftlichen Geschäftsbetrieb ausgerichtet sind (§ 1 GenG). Sie sind juristische Personen und haben im Rechtsverkehr den gesetzlichen Zusatz eG zu führen.
In Nordrhein-Westfalen wurde 2014 die Waldgenossenschaft Remscheid eG gegründet. Die Rechtsform einer eingetragenen Genossenschaft (eG) bietet gegenüber einem Zusammenschluss in Form einer öffentlich-rechtlichen Körperschaft nach dem Gemeinschaftswaldgesetz hinsichtlich ihrer Gründung, ihrer inneren Verfassung und ihrer Unabhängigkeit von staatlicher Aufsicht in forstfachlicher Hinsicht mehr Selbstbestimmung für die Mitglieder. Insbesondere unterliegt eine eG nicht den strengen Vorgaben zur Bewirtschaftung von Körperschaftswald wie die Waldwirtschaftsgenossenschaften gem. §§ 14 ff. des Landesforstgesetzes. Auch im Zusammenhang mit dem NRW-Bürgerwald-Konzept wurden Gründungen von Waldgenossenschaften diskutiert.
In Bayern wurde die Pflicht, öffentlich-rechtliche Waldgenossenschaften zu bilden, wenn Nutzungsberechtigte mit Waldgrundstücken abgefunden werden, 1996 durch eine Änderung der Gemeindeordnung (BayGO) aufgehoben. Der Wald dieser Waldgenossenschaften galt als Körperschaftswald; die Bewirtschaftung unterlag deshalb weit strengeren Regeln als die von Privatwald (Art. 3 Abs. 1 Nr. 2, Art. 19 Bayerisches Waldgesetz – BayWaldG). Da es für die Bewirtschaftung von Privatwald aber seit dem Bundeswaldgesetz von 1975 (BWaldG) die Möglichkeit freiwilliger Zusammenschlüsse gibt (§ 16 BWaldG), die es zur Zeit des Erlasses der bayerischen Bestimmungen über die Waldgenossenschaft noch nicht gegeben hatte, war die Pflicht zur Bildung von öffentlich-rechtlichen Waldgenossenschaften entbehrlich geworden. In Bayern gibt es rund 140 zivilrechtliche Zusammenschlüsse wie die Forstbetriebsgemeinschaften (FBG) oder die Waldbesitzervereinigungen (WBV).
Als geeignete Rechtsform für eine FGB kommt in Deutschland neben der Genossenschaft (§ 18 Abs. 1 Nr. 4 BWaldG) auch der wirtschaftliche Verein (w.V.) in Betracht.

## Situation in Österreich
In Österreich nehmen die sog. Gemeinschaftswälder (z. B. von Agrargemeinschaften) nach den Katasterauswertungen von 2013 mit insgesamt 351.471 Hektar knapp 10 Prozent der gesamten Waldfläche ein.